# Cal Murgades (Llorenç del Penedès)
Cal Murgades, o Cal Morgades, és un edifici del municipi de Llorenç del Penedès (Baix Penedès), inclòs en l'Inventari del Patrimoni Arquitectònic de Catalunya.

## Descripció
S'accedeix a la casa per la part que dona a la façana de l'església, on hi ha la porta d'arc rebaixat que mena al baluard. A l'interior d'aquest hi ha un petit pati i la veritable entrada a la casa, d'arc de mig punt. A l'interior, utilitzat com a desembaràs, es poden observar una sèrie d'arcs de mig punt i d'ogiva. La façana de davant l'església presenta també dues portes balconeres amb barana de pedra de motius geomètrics.
La façana que dona al carrer de Francesc Macià presenta tres plantes. Els baixos tenen una portalada d'arc rebaixat amb una porta de fusta molt malmesa. El pis noble té al centre un gran balcó amb barana de ferro forjat i tres portes balconeres. A cada banda, un balcó d'una sola porta balconera. Les golfes, molt modificades, presenten tan sols algunes petites finestres d'arc de mig punt, junt amb unes altres de forma rectangular.

## Història
Els Murgades eren uns propietaris de la zona que tenien molts terrenys. La hisenda s'anà dividint entre els fills. Hi ha una Casa Murgades a Llorenç del Penedès i una altra a Castellví de la Marca. Els propietaris de la casa vivien a Vilafranca del Penedès. La casa i les propietats són vigilades pel masover. A la façana del carrer de Francesc Macià hi ha la data de 1664 a la llinda d'una finestra.